# Guvernorát Dajr az-Zaur
Guvernorát Dajr az-Zaur (arabsky مُحافظة دير الزور‎, Muḥāfaẓat Dayr az-Zawr) je jeden ze 14 syrských guvernorátů (provincií). Nachází se na východě země a hraničí s Irákem. Rozloha provincie činí 33 060 km² a podle dostupných údajů zde žije asi 1 200 000 lidí (2010). Správním městem je Dajr az-Zaur.

## Historie
Dne 6. září 2007 se provincie stala dějištěm izraelské operace Ovocný sad, kdy izraelské letouny vybombardovaly syrský komplex, ve kterém se údajně měl nacházet jaderný materiál ze Severní Koreje.
V roce 2014 zde Islámský stát povraždil 900 členů syrského kmene Aš-Šuajtát. V roce 2016 kontroloval Islámský stát drtivou většinu území guvernorátu. Syrská armáda se nachází pouze v samotném hlavním městě provincie. Malou část na severu kontrolují také Syrské demokratické síly.

## Okresy
Guvernorát je rozdělen na 3 okresy (manatiq):
- Dajr az-Zaur
- Abú Kamal
- Majadín

Tyto okresy jsou dále rozděleny na 14 „podokresů“ (nawahi).